# PAW Patrol
PAW Patrol - La squadra dei cuccioli (PAW Patrol) è una serie animata canadese prodotta dalla Nelvana con Spin Master Entertainment l'animazione prodotta da Guru Studio in associazione con TVOntario e Nickelodeon.
Il creatore del cartone è Keith Chapman (lo stesso di Bob aggiustatutto), lo sviluppatore è Scott Kraft, a dirigere gli episodi è Jamie Whitney. A dirigere il doppiaggio italiano nelle prime due stagioni è Monica Ward, doppiatrice di Marshall.
La serie è stata venduta a reti televisive in oltre 160 paesi. La serie ha riscosso un buon successo in Italia, con circa 18 milioni di telespettatori (circa 333 000 per episodio) in tre anni (di cui quindici in chiaro su Cartoonito e altri tre satellitari su Nick Jr.) e uno share medio del 6,75%, cifre record per un cartone animato per bambini. Altri paesi nella quale la serie ha avuto successo sono Stati Uniti, Regno Unito, Francia, Paesi Bassi, Spagna, Messico e Polonia.

## Trama
Il protagonista è Ryder, un ragazzo di dieci anni che vive nella cittadina di Adventure Bay con sei cuccioli eroici, ognuno dei quali è dotato di un'abilità particolare che gli permette di portare il proprio contributo alla squadra nel risolvere le missioni di salvataggio. La PAW Patrol vive nel Quartier Generale, una torre posta sulla collina più alta della cittadina, e quando Ryder riceve una richiesta di aiuto sul suo "PAW Pad" (Pup-Pad nella versione originale; un tablet ultra-tecnologico) chiama a raccolta i cuccioli i quali, dopo aver indossato le "uniformi" che li caratterizzano e aver raggiunto la cima della torre, vengono scelti per portare a compimento la missione. Ogni cucciolo ha uno zaino zeppo di accessori. A turno ogni componente scelto scende lungo lo scivolo avviluppato attorno alla base e atterra nella sua cuccia che nel frattempo si è trasformata nel veicolo che caratterizza ogni cucciolo. Anche Ryder scende lungo una pertica e, inforcato il suo quad (ATV), partono tutti assieme per risolvere la missione.
Inoltre, man mano che la serie avanza la PAW Patrol acquisisce nuovi veicoli e nuovi quartier generali, in modo da svolgere missioni in tutto il mondo, come il PAW Patroller, l'Air Patroller, il Sea Patroller, il Sub Patroller e il Super Jet.

## Episodi
| Stagione         | Episodi | Prima TV originale | Prima TV Italia |
| ---------------- | ------- | ------------------ | --------------- |
| Prima stagione   | 26      | 2013–2014          | 2013–2014       |
| Seconda stagione | 26      | 2014–2015          | 2014–2015       |
| Terza stagione   | 26      | 2015–2017          | 2015–2017       |
| Quarta stagione  | 26      | 2017–2018          | 2017–2018       |
| Quinta stagione  | 26      | 2018–2019          | 2018–2019       |
| Sesta stagione   | 26      | 2019–2021          | 2019–2021       |
| Settima stagione | 26      | 2020–2021          | 2020–2021       |
| Ottava stagione  | 26      | 2021–2022          | 2021–2022       |
| Nona stagione    | 26      | 2022–2023          | 2022–2023       |
| Decima stagione  | 26      | 2023–2024          | 2023–2024       |
| Speciali         | 3       | 2018–2020          | 2018–2020       |
| Film             | 2       | 2021–2023          | 2021–2023       |

La prima stagione venne mandata in onda negli USA per la prima volta il 12 agosto 2013 sul canale Nickelodeon, mentre in Italia ha esordito il 25 novembre 2013 su Nick Jr. ed il 23 giugno 2014 su Cartoonito. Sin dall'esordio, la serie ha avuto un grandissimo successo tra i bambini, fatto che ha indotto la Spin Master a produrre una seconda e una terza stagione, andate in onda per la prima volta rispettivamente il 13 agosto 2014 e il 20 novembre 2015 negli Stati Uniti, mentre in Italia le prime visioni sono datate 24 novembre 2014 e 25 marzo 2016. Poi è stata annunciata una quarta stagione, che contiene, così come le precedenti tre, 26 episodi. Il 15 agosto 2016 la Spin Master ha confermato l'imminente produzione di un'ulteriore quinta stagione, dal numero di episodi che risulta anch'esso di 26 episodi, seguita dalla produzione di una sesta stagione, di 26 episodi anche essa. Il 4 giugno 2019, la serie è stata rinnovata per una settima stagione di 26 episodi di mezz'ora. Negli Stati Uniti, sono disponibili episodi selezionati per lo streaming su Noggin, gratuitamente con l'autenticazione TV Everywhere sull'app di Nickelodeon e con una scheda di biblioteca pubblica tramite l'app Hoopla. Il 19 febbraio 2020, la serie è stata rinnovata per l'ottava stagione di 26 episodi di mezz'ora. Il 18 febbraio 2021, la serie è stata rinnovata per la nona stagione di 26 episodi di mezz'ora. Il 24 marzo 2022, la serie è stata rinnovata per la decima stagione di 26 episodi di mezz'ora.

## Personaggi

### Protagonisti

#### Membri originali
- Ryder: è un bambino di dieci anni, capo leader della squadra dei cuccioli, Ryder è il padrone dei cuccioli. Vuole molto bene ai suoi cagnolini ma all'occorrenza sa essere rispettoso e rispettabile con loro. Odia la disorganizzazione e le sue due più grandi paure sono i cavoletti di Bruxelles e la possibilità che i suoi cuccioli siano in pericolo. Secondo alcune voci e alcuni atteggiamenti che ha nella serie, pare che abbia una cotta per Katie. Non si sa nulla dei suoi genitori, né sono stati menzionati. Non si sa nemmeno se abbia parenti. È doppiato da Federico Campaiola.
- Chase: è un cucciolo di pastore tedesco, è il cane poliziotto/spia (nonché leader) della squadra, è di gran lunga il più intelligente e maturo dei cuccioli, e prende molto sul serio le missioni, fatto che induce Ryder a chiamarlo in causa molto spesso. Inoltre, è uno dei cuccioli più affezionati a Ryder (come dimostrato in numerose occasioni) e probabilmente anche il possibile primo membro cucciolo della PAW Patrol, se non addirittura il cucciolo stesso adottato da Ryder come semplice cane da compagnia. La sua unica paura è andare dal dentista, paura che in un episodio si estingue. Un fatto rilevante di Chase è che è allergico al pelo dei gatti, alle piume di alcuni volatili, alla polvere e ad alcuni fiori. Al di fuori delle missioni, è un cucciolo molto giocherellone e socievole; a volte però è anche timido. Sembra sia innamorato di Skye: in molti episodi mostra infatti preoccupazione per lei quando quest'ultima si ritrova a dover affrontare missioni rischiose, e spesso passano anche molto tempo insieme. Odia il fegato, e i suoi migliori amici sono Skye e Marshall. Il suo colore è il blu. Le sue frasi tipiche sono: "Questo caso fa per Chase!", "Pronti all'azione Signore", "PAW Patrol, pronti all'azione Signore" e "PAW Patrol, siamo pronti all'azione, Signore". È doppiato da Maura Cenciarelli. A partire da PAW Patrol - Il film, Chase è diventata una delle due mascotte (insieme a Marshall) di Spin Master Entertainment ed è presente nel loro logo di produzione.
- Marshall: è un cucciolo di dalmata, è il cane pompiere da salvataggio. Ha un carattere molto dolce ma è anche un po' imbranato, tanto che cade quasi sempre dalla scala antincendio del suo veicolo mentre effettua i salvataggi; è comunque uno dei membri più fedeli a Ryder. In un episodio, ha dimostrato grande duttilità, svolgendo adeguatamente tutti i lavori dei suoi amici. Ha paura di volare. Dorme sempre con un orsacchiotto di peluche ed è amato dai volatili. Ha la capacità di parlare le lingue degli altri animali, ad esempio lupi e trichechi. Nella versione brasiliana della serie, lui e Zuma sono considerati dei cuccioli femmina per errore. In alcune puntate della seconda stagione ha, invece di un camion dei pompieri, un'ambulanza. I suoi migliori amici sono Chase e Skye. Il suo colore è il rosso. La sua frase tipica è: "Sono pronto, non aspettavo altro!". È doppiato da Monica Ward. A partire da PAW Patrol - Il film, Marshall è diventato l'altra mascotte di Spin Master Entertainment ed è presente nel loro logo di produzione.
- Rubble: è un cucciolo di bulldog inglese, è il cane scavatore della squadra. A dispetto delle apparenze, è un cucciolo molto paziente, simpatico e giocherellone. Inoltre, è molto dinamico in quanto sa andare sullo skateboard e sullo snowboard, oltre - ovviamente - a saper manovrare la sua ruspa. Ama molto mangiare, ha un grande terrore per i ragni e i suoi migliori amici sono Marshall e Chase. È stato l'ultimo dei principali membri a essere entrato nella PAW Patrol, era un cucciolo randagio quando Ryder l'ha incontrato e soccorso, ma ha subito dimostrato il suo valore. Il suo colore è il giallo. Le sue frasi tipiche sono: "Se serve aiuto, Rubble arriva in un minuto!" e "Rubble come un razzo!". È doppiato da Antonella Baldini.
- Rocky: è un cucciolo di razza mista ed è il cane riciclatore della squadra. È il più creativo del gruppo e ha paura dell'acqua, nonostante sia molto amico di Marshall e Zuma (cuccioli che la usano spesso). È anche un po' timido: in un episodio ha dimostrato infatti di essere un buon bagnino superando la sua paura per l'acqua, ma si è imbarazzato molto quando si sono complimentati tutti con lui. Il suo colore è il verde. Le sue frasi tipiche sono: "Semaforo verde, signore!" e "Riciclare è meglio che buttare!". È doppiato da Tatiana Dessi.
- Zuma: è un cucciolo di Labrador color cioccolato, è il cane acquatico della squadra. È calmo e affabile, ma nei momenti di gioco dimostra una certa competitività, soprattutto nei confronti di Chase (al videogioco "Pup Pup Boogie") e, a volte, di Skye. Nelle prime tre stagioni della versione originale possiede un leggero difetto nel pronunciare la lettera "R", mentre nella versione italiana si rivolge spesso ai compagni con il sostantivo "amico". Nelle versioni brasiliana e polacca della serie è considerato un cucciolo femmina. Non si conosce la sua paura principale, ma secondo alcune speculazioni potrebbe avere paura dei fantasmi. Il suo migliore amico è Rocky. Il suo colore è l'arancione. Le sue frasi tipiche sono: "Tuffiamoci dentro!" e "Sarà fatto Signore!". È doppiato da Monica Bertolotti.
- Skye: è un cucciolo femmina di cocker spaniel inglese, è il cane da salvataggio aereo della squadra (vola con un elicottero e ha un jet con delle ali a motore). È gentile, coraggiosa e generosa. Ha paura delle aquile cattive che vengono spesso sconfitte, ma adora i conigli. Le piace saltare (specie il salto mortale con capriola all'indietro), giocare e anche ballare, come dimostra quando gareggia in "Pup Pup Boogie": è stata lei infatti a insegnarlo a Chase, di cui pare sia anche innamorata. È molto amica di tutti i cuccioli, ma i suoi migliori amici sono Everest e Chase. Se non con loro, gioca con Marshall oppure a Pup-Pup Boogie con Zuma. Il suo colore è il rosa. La sua frase tipica è: "Questo cucciolo ha imparato a volare!". È doppiata da Roberta De Roberto.

#### Membri successivi
- Robo-cucciolo: è il cane-robot costruito da Ryder, guida tutti i veicoli di trasporto dei cuccioli come il PAW Patroller,  L'Air Patroller, il Sea Patroller, il super Jet e il Dino Patroller.
- Everest: è una cucciola di siberian Husky, è il cane da neve di salvataggio della squadra. Everest è una cucciola iperattiva e giocherellona. Ha un grandissimo appetito, anche più grande di quello di Rubble, Skye è la sua migliore amica, e adora il fegato. Non vive ad Adventure Bay come il resto della squadra ma sulla montagna insieme al suo padrone Jake. Everest ha uno spazzaneve come mezzo per il soccorso, dotato di un artiglio col quale può sollevare grandi cose. Il suo colore è il verde acqua e sulla sua targhetta c'è disegnato un pino. La sua frase tipica è: "Ghiaccio o neve, io sono pronta!". È doppiata da Veronica Puccio.
- Tracker: è un cucciolo di Jack russel terrier che vive nella giungla. Diventa membro della PAW Patrol dopo aver salvato Carlos nella terza stagione, di cui diventa il cucciolo. Parla spagnolo. Gli piace giocare molto con gli animali della giungla, soprattutto con le scimmie, è dotato anche di un super udito che usa per orientarsi. Il suo veicolo è una jeep. Il suo colore è il verde mimetico e sulla targhetta c'è disegnata una bussola. La sua frase tipica è: "Sono tutto orecchi!". È doppiato da Ilaria Latini.
- Tuck e Ella: sono due cuccioli di Golden retriever, sono gemelli (Tuck ha il naso nero, Ella ha il naso rosa). Sono comparsi insieme a Ladybird nella sesta stagione. Si sono uniti insieme ai Super cuccioli dopo che Ryder ha visto il loro coraggio nel mettere in salvo le persone, rendendoli membri ufficiali del gruppo e conferendo ad entrambi dei super poteri. Ella ha il potere di crescere fino a diventare un gigante. Tuck ha il potere di rimpicciolirsi, l'opposto di sua sorella. Guidano entrambi un'auto azzurra che può dividersi e diventare due motociclette. Le loro targhette sono due frecce (Tuck azzurra in alto, rossa in basso; Ella rossa in alto, azzurra in basso).
- Rex: è un cucciolo di Bovaro del bernese, appare nella settima stagione nella mini-serie Dino Rescue, serve come esperto di dinosauri. È anche il primo cucciolo disabile ad apparire nella serie. La sua targhetta è un'impronta di dinosauro.
- Liberty: è una cucciola di Bassotto tedesco, viene introdotta nel film PAW Patrol - Il film. Il suo veicolo è un monopattino rosa corallo e blu. I suoi colori sono il rosa corallo e il blu e sulla sua targhetta ci sono disegnati tre grattacieli. È doppiata da Guendalina Ward.

### Membri secondari

#### Membri aiutanti
- Sindaco Goodway: è la sindaca di Adventure Bay e ama la sua città. Spesso si lascia prendere dal panico e non riesce a gestire la propria ansia, ricorrendo agli aiuti della PAW Patrol. Spesso si scontra con il sindaco Humdinger che viene spesso sconfitto. Spesso prende parte ai salvataggi della squadra. Possiede una gallinella domestica, chiamata Chickaletta. È doppiata da Valeria Perilli.
- Capitan Turbot: è un membro occasionale della squadra e spesso aiuta durante le missioni, specialmente nelle puntate a tema Can-sirene e quando viene chiamato per aiutare la sua frase è: "Turbot veloce come un turbine!". È l'abitante di Adventure Bay che chiama più spesso la squadra, avendo bisogno di aiuto con la sua barca (chiamata Flounder) spesso incagliata negli scogli, essendo un biologo marino. Conosce tutti i nomi delle specie di animali acquatici. È doppiato da Alberto Bognanni.
- Alex Porter: è un ragazzo residente ad Adventure Bay, nipote del Signor Porter. Adora la PAW Patrol e decide di creare lui stesso una squadra, chiamata Mini Patrol, composta da lui stesso; dalla gallinella del sindaco, Chickaletta; dalla gattina Cali; dal gufo Gufino; da una tartaruga e da un coniglietto, anche se raramente riescono nei loro intenti di aiutare la squadra primaria, i PAW Patrol. È molto curioso e si caccia spesso nei guai, finendo per essere salvato dalla squadra di cani. È il secondo degli abitanti a chiamare con maggiore frequenza la squadra, superato solo da Capitan Turbot.

#### Membri antagonisti
- Sindaco Humdinger: è il principale antagonista della serie, è il sindaco della città confinante con Adventure Bay, Foggy Bottom. È il più grande nemico della squadra di PAW Patrol e tenta in ogni modo di sabotare le missioni dei cuccioli, finendo però sempre scoperto e costretto a rimediare ai suoi errori. Possiede sei gattini che eseguono tutti i suoi ordini. I cuccioli della PAW Patrol e il sindaco Goodway lo sconfiggono in tutti gli episodi. È doppiato da Maurizio Fiorentini.
- La squadra gattastrofe: sono gli antagonisti secondari della serie, sono sei gattini vestiti in maniera identica ai sei cuccioli protagonisti della serie. Sono molto dispettosi, antipatici e sabotano le varie missioni dei cuccioli su ordine del loro capo. Sono sempre smascherati dalla squadra PAW Patrol e si danno sempre alla fuga, lasciando il loro padrone da solo a scontare le varie punizioni impostagli dalla squadra.
- La banda Bau Bau: sono gli antagonisti terziari della serie, sono tre perfidi e malvagi, ma imbroglioni, antipatici e litigiosi cagnolini "teppisti" in sella alle loro moto e non vanno molto d'accordo, nemici della Paw Patrol e di Wildcat nella serie Moto-cuccioli.

## Sigla
La sigla è un motivetto rock che apre e chiude tutti gli episodi. In lingua originale è cantata da Scott Simons, mentre gli autori sono Michael Smidi Smith (musica) e Scott Krippayne (testo). La sigla italiana viene realizzata da Studiocompresso, ed è cantata da Francesco Albanese. Nei titoli di coda, invece, viene usata una versione strumentale accorciata.

## Miniserie, spin-off, film e videogiochi

### Miniserie
Le stagioni trasmesse in TV contengono a loro volta varie miniserie durante le quali vari altri cuccioli si uniscono alla Paw Patrol, queste sono:
| Nome della miniserie | Stagione         | Prima TV   | Cuccioli aggiunti |
| -------------------- | ---------------- | ---------- | ----------------- |
| Mission Paw          | Quarta stagione  | 2017–2018  | Nessuno           |
| Sea Patrol           | Quarta stagione  | 2017–2018  | Nessuno           |
| Ultimate Rescue      | Quinta stagione  | 2018-2019  | Nessuno           |
| Mighty Pups          | Sesta stagione   | 2019-2021  | Tuck ed Ella      |
| Dino Rescue          | Settima Stagione | 2020-2021  | Rex               |
| Moto Pups            | Settima stagione | 2020-2021  | Wild Cat          |
| Rescue Knights       | Ottava stagione  | 2021-2022  | Nessuno           |
| Big Truck Pups       | Nona stagione    | 2022       | Al                |
| Aqua Pups            | Nona stagione    | 2022       | Coral             |
| Jungle Pups          | Decima stagione  | 2023       | Nessuno           |
| Rescue Wheels        | Decima stagione  | 2023- 2024 | Roxy              |

### Spin-off
Uno spin-off intitolato "Rubble & Crew" e incentrato sulle avventure di quest'ultimo e dei suoi parenti bulldog, è stato proiettato nelle TV il 3 febbraio 2023 su Nickelodeon e Paramount+, invece in Italia su Nick Jr. dal 3 settembre dello stesso anno e su Cartoonito.

### Film
Il 21 dicembre del 2019 è stato proiettato nei cinema il film: Paw Patrol Mighty Pups - Il film dei Super Cuccioli. Un altro film, intitolato PAW Patrol - Il film (PAW Patrol: The Movie),  è stato proiettato nei cinema il 20 agosto 2021 negli Stati Uniti, e il 23 settembre 2021 in Italia.
Nel novembre 2021 la Spin Master ha rivelato che "PAW Patrol: The Movie" ha avuto un sequel. Il film si è chiamato PAW Patrol: The Mighty Movie, ed è uscito nei cinema il 12 ottobre 2023. Con il titolo in italiano di PAW Patrol - Il super film il suo rinvio è stato ufficializzato al 27 settembre 2023 in Italia e al 28 settembre del medesimo anno in Canada e negli Stati Uniti.

### Videogiochi
- Nel febbraio 2018, venne annunciato un videogioco basato sulla serie e intitolato PAW Patrol: On a Roll. Sviluppato da Torus Games, è stato pubblicato il 23 ottobre 2018[8]. In Italia pubblicato il 26 ottobre 2018 con il nome Paw Patrol: al lavoro.
- Il 6 novembre 2020 esce in Italia Paw Patrol Mighty Pups: salva Adventure Bay (Paw Patrol Mighty Pups: say Adventure Bay).
- il 13 agosto 2021 esce in Italia Paw Patrol: il film Adventure City chiama (Paw Patrol: the movie Adventure City calls).
- il 30 settembre 2022 esce in Italia Paw Patrol: Grand Prix.
- il 28 settembre 2023 esce in Italia Paw Patrol World.